# Cantone di Cruzini-Cinarca
Il Cantone di Cruzini-Cinarca è una divisione amministrativa dell'arrondissement di Ajaccio
A seguito della riforma approvata con decreto del 24 febbraio 2014, che ha avuto attuazione dopo le elezioni dipartimentali del 2015, è stato soppresso.
I 13 comuni facenti parte prima della riforma del 2014 erano:
- Ambiegna
- Arro
- Azzana
- Calcatoggio
- Cannelle
- Casaglione
- Lopigna
- Pastricciola
- Rezza
- Rosazia
- Salice
- Sari d'Orcino
- Sant'Andréa d'Orcino